# فهرست نام‌های خودمانی فیلادلفیا

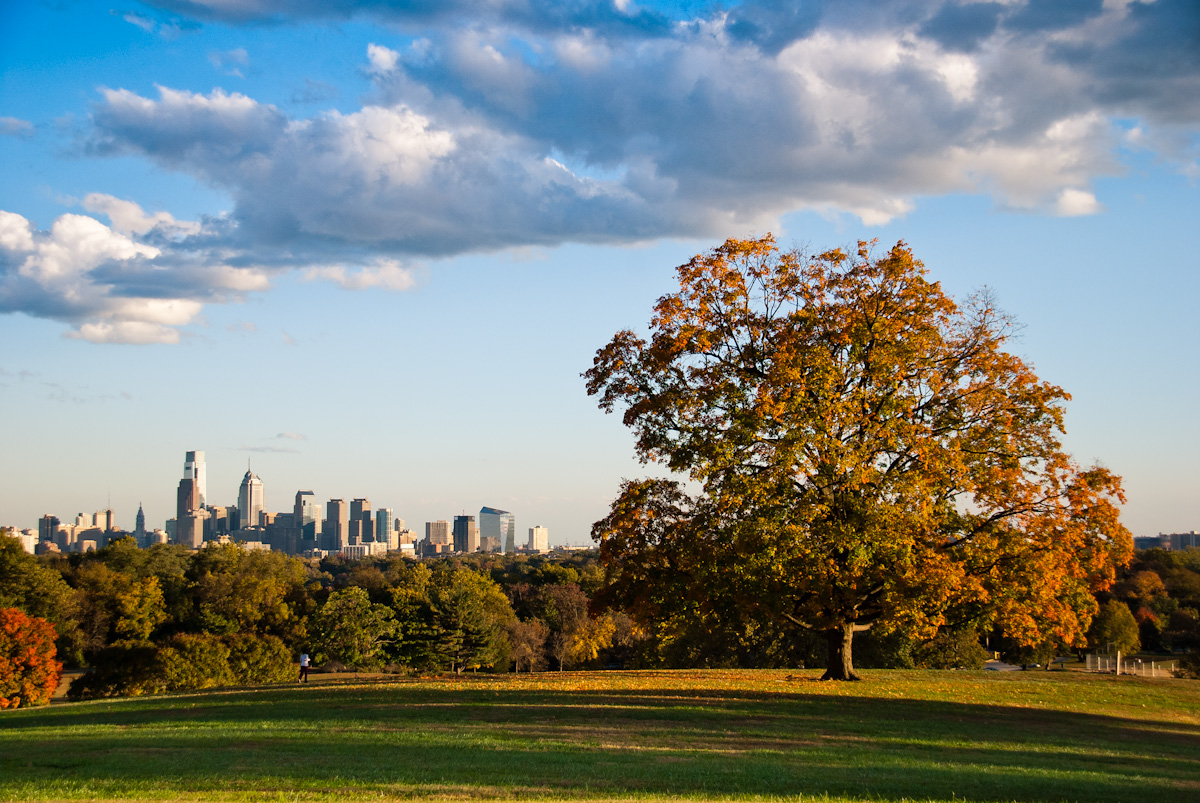
خط افق فیلادلفیا که از فلات بلمونت، در پارک فیرمونت دیده می‌شود

فیلادلفیا مدت‌هاست به نام مستعار شهر عشق برادرانه از معنای تحت اللفظی نام شهر در یونانی (یونانی: Φιλαδέλφεια ([pʰilaˈdelpʰeːa], تلفظ یونانی: [filaˈðelfia])"عشق برادرانه")،  برگرفته از اصطلاحات یونانی باستان φίλος phílos (محبوب، عزیز یا دوست داشتنی) و ἀδελφός adelphós (برادر، برادر). این شهر اولین بار توسط بنیانگذار آن، ویلیام پن نامگذاری شد.
"فیلادلفیا" نیز اغلب به "فیلی" (/fɪli/) کوتاه می شود. فیلادلفیا فیلیز، تیم بیسبال شهر، به طور رسمی در سال 1883 تشکیل شد.

## دیگر نام‌های خودمانی
- "پایتخت باغ آمریکا" [۴] - با اشاره به بیش از 30 باغ فیلادلفیا و غرور فیلادلفیایی ها در باغ های خود
- "آتن آمریکا" - که در سال ۱۷۳۳ توسط مدیران شرکت کتابخانه فیلادلفیا نامیده می‌شود.[۵] گیلبرت استوارت با استفاده از این عبارت به شهر اشاره کرد و به شهرت فیلادلفیا برای علم، صنعت، هنر و زندگی فکری اشاره کرد.[۶] همچنین نام مستعار بوستون
- "محل تولد آمریکا" - برگرفته از نقش فیلادلفیا در انقلاب آمریکا و محل امضای اعلامیه استقلال و قانون اساسی[۷]
- "گهواره آزادی" - برگرفته از نقش فیلادلفیا در انقلاب آمریکا است. همچنین نام مستعار بوستون[۷]
- "شهر کواکر" - با اشاره به مذهب ساکنان اولیه شهر داده شد.[۸]
- "کارگاه جهان" - تاریخ انقلاب صنعتی فیلادلفیا این نام مستعار را به آن داده است. در قرن بیستم قبل از جنگ جهانی دوم، فیلادلفیا "ملت را در تولید محصولات متنوعی مانند لوکوموتیو، تراموا، اره، کشتی های فولادی، منسوجات، قالیچه، جوراب بافی، کلاه، چرم و سیگار برگ رهبری کرد. این کشور مقام دوم را در جهان داشت. تولید شکر، کود، ریخته گری ریخته گری، نفت، فرآورده ها، مواد شیمیایی و داروسازی".[۹]
- "شهری که دوباره شما را دوست دارد" - این شعار توسط شرکت بازاریابی گردشگری فیلادلفیا بزرگ (GPTMC) در یک کمپین تبلیغاتی در سال ۱۹۹۷ معرفی شد.  این شعار هم "پاسخ و چالشی به شعار 'عاشق نیویورک هستم' بود" و هم با "شهرت ضد اجتماعی" که فیلادلفیا ایجاد کرده بود مقابله کرد.
- "شهر محله ها" - نامشخص نیست که چگونه این نام پدید آمده است. فیلادلفیا در دهه ۱۸۷۰ "شهر خانه‌ها" نامیده می‌شد و در کتابی که در سال ۱۸۹۳ منتشر شد، "شهر خانه‌ها" نامیده می‌شد و به سطوح بالای مالکیت خانه در شهر اشاره می‌کرد.  این نام مستعار به محله‌های بسیار متمایز شهر و حس غرور محله اشاره دارد.[۱۰]
- [۱۱]
- "شهری که خودش را بمباران کرد" - در سال ۱۹۸۵، پلیس فیلادلفیا یک خانه ردیفی را که توسط مو، یک گروه افراطی از قدرت سیاهپوست اشغال شده بود، بمباران کرد. این بمباران ۱۱ نفر را کشت، ۶۱ خانه را ویران کرد، ۲۵۰ نفر را بی خانمان کرد و این عنوان را برای شهر به ارمغان آورد.[۱۲][۱۳]
- "فیلتادلفیا" یا "فلتیدلفیا" - اشاره ای به زباله های همه جا در خیابان ها[۱۴][۱۵]
- "کیلادلفیا" - اشاره ای به تاریخچه جنایات خشونت آمیز و میزان قتل[۱۶]
- "شهر ششم" - مرجعی به دلیل نزدیکی فیلادلفیا به شهر نیویورک و نقل مکان نیویورکی ها به فیلادلفیا برای اجاره، املاک و مستغلات و هزینه های زندگی ارزان تر.[۱۷][۱۸][۱۹][۲۰][۲۱]